# Sawahlunto
Sawahlunto (Jawi: ساواهلونتو) ist eine autonome, indonesische Stadt (indonesisch Kota) in der Provinz Sumatra Barat im Westen der Insel Sumatra. Die Stadt hat 68.054 Einwohner (34.260 Männer – 50,34 % und 33.794 Frauen –49,66 %) und liegt etwa 55 km nordöstlich der Provinzhauptstadt Padang. und 530 km südöstlich von Medan, der größten Stadt auf Sumatra.

## Geographie
Sawahlunto liegt im Zentrum der Provinz Sumatra Barat im Binnenland auf Höhenlagen zwischen 250 und 785 Metern. Sie erstreckt sich zwischen 0° 33′ 40″ und 0° 48′ 33″ s. Br. sowie zwischen 100° 41′ 59″ und 100° 49′ 60″ ö. L. Im Norden grenzt die Stadt an den Regierungsbezirk Tanah Datar, im Osten an den Regierungsbezirk Sijunjung sowie im Süden und Westen an den Regierungsbezirk Solok. Bis zur Nachbarstadt Kota Solok (eingeschlossen vom Bezirk Solok) beträgt die kürzeste Entfernung drei Kilometer Luftlinie.

### Klima
Sawahlunto befindet sich in der tropischen Klimazone, in der Klassifikation Af nach Köppen und Geiger. Die Jahresdurchschnittstemperatur beträgt 24,0 °C, die jährliche Niederschlagsmenge 2144 Millimeter im Mittel. Die durchschnittlichen Tageshöchstwerte betragen im Jahr zwischen 27 °C und 29 °C. Die nächtlichen Tiefsttemperaturen betragen ganzjährig um die 21 °C. Der meiste Regen fällt im November und Dezember, die wenigsten Niederschläge werden im Juni und Juli notiert. Die Regenmenge beträgt aber im ganzen Jahr immer mindestens 100 Millimeter pro Monat und bis auf Juni und Juli regnet es an mindestens 50 % der Tage im Monat. Die Luftfeuchtigkeit ist dementsprechend das ganze Jahr über immer sehr hoch.
|                        | Jan  | Feb  | Mär  | Apr  | Mai  | Jun  | Jul  | Aug  | Sep  | Okt  | Nov  | Dez  |   |      |
| Mittl. Temperatur (°C) | 23,3 | 23,6 | 24   | 24,1 | 24,5 | 24,4 | 24,3 | 24,3 | 24,2 | 24   | 23,6 | 23,4 | ⌀ | 24   |
| Mittl. Tagesmax. (°C)  | 26,8 | 27,3 | 28   | 28   | 28,5 | 28,5 | 28,5 | 28,5 | 28,3 | 27,9 | 27,2 | 26,9 | ⌀ | 27,9 |
| Mittl. Tagesmin. (°C)  | 20,5 | 20,5 | 20,7 | 21,1 | 21,2 | 20,8 | 20,5 | 20,8 | 20,9 | 21   | 20,9 | 20,7 | ⌀ | 20,8 |
|                        |      |      |      |      |      |      |      |      |      |      |      |      |   |      |
| Niederschlag (mm)      | 204  | 159  | 188  | 213  | 157  | 102  | 116  | 145  | 164  | 190  | 260  | 246  | Σ | 2144 |
|                        |      |      |      |      |      |      |      |      |      |      |      |      |   |      |
| Sonnenstunden (h/d)    | 6,4  | 6,5  | 7,4  | 7,5  | 7,7  | 8,0  | 8,0  | 7,7  | 7,6  | 7,6  | 7,4  | 6,9  | ⌀ | 7,4  |
|                        |      |      |      |      |      |      |      |      |      |      |      |      |   |      |
| Regentage (d)          | 18   | 16   | 18   | 19   | 16   | 14   | 15   | 16   | 17   | 18   | 19   | 19   | Σ | 205  |
|                        |      |      |      |      |      |      |      |      |      |      |      |      |   |      |
| Luftfeuchtigkeit (%)   | 86   | 85   | 85   | 86   | 84   | 82   | 80   | 80   | 81   | 84   | 87   | 87   | ⌀ | 83,9 |

| 20,5 |

| 20,5 |

| 20,7 |

| 21,1 |

| 21,2 |

| 20,8 |

| 20,5 |

| 20,8 |

| 20,9 |

| 21 |

| 20,9 |

| 20,7 |

| 20,5 |

| 20,5 |

| 20,7 |

| 21,1 |

| 21,2 |

| 20,8 |

| 20,5 |

| 20,8 |

| 20,9 |

| 21 |

| 20,9 |

| 20,7 |

### Administrative Gliederung
Die Stadt gliedert sich in vier Distrikte/Unterbezirke (indonesisch Kecamatan) und 37 Dörfer auf, davon 27 Desa und 10 Kelurahan. Die weitere Unterteilung der Desa erfolgt in 108 Ortschaften (indonesisch Dusun), die Kelurahan werden in nummerierte Blöcke gegliedert: der Kec. Lembah Segar in 32 RT (Rukun Tetangga) und 14 RW (Rukun Warga) und der Kec. Barangin in 32 RT mit 13 RW.
Der Kecamatan Talawi liegt im Norden, Barangin im Westen, der Verwaltungssitz Lembah Segar im Zentrum und Silungkang im Süden der autonomen Stadt.
Im Volkszählungsjahr 2020 gab es 16.032 Haushalte mit durchschnittlich 4,06 Personen pro Haushalt.
| Code 1   | Kecamatan Distrikt | Ibu Kota Verwaltungssitz | Fläche (km²) | Einw. Zensus 2010 2 | Volkszählung 2020 | Volkszählung 2020 | Volkszählung 2020 | Anzahl der Dörfer 6 |
| Code 1   | Kecamatan Distrikt | Ibu Kota Verwaltungssitz | Fläche (km²) | Einw. Zensus 2010 2 | Einw. 3           | 0Dichte 40        | Sex Ratio 5       | Anzahl der Dörfer 6 |
| -------- | ------------------ | ------------------------ | ------------ | ------------------- | ----------------- | ----------------- | ----------------- | ------------------- |
| 13.73.01 | Lembah Segar00     | Aur Mulyo                | 52,58        | 12.145              | 13.352            | 253,9             | 99,88             | 5 / 6               |
| 13.73.02 | Barangin           | Santua                   | 88,55        | 16.912              | 20.284            | 229,1             | 99,92             | 6 / 4               |
| 13.73.03 | Silungkang         | Muaro Kalaban            | 32,93        | 10.126              | 11.409            | 346,5             | 102,47            | 5 / -               |
| 13.73.04 | Talawi             | Talawi Mudiak            | 99,39        | 17.683              | 20.093            | 202,2             | 102,75            | 11 / -              |
| 13.12    | Kota Sawah Lunto   | Kota Sawah Lunto         | 273,45       | 56.866              | 65.138            | 238,2             | 101,22            | 27 / 10             |

### Kelurahan
Nachfolgende Tabelle gibt einen Überblick über die Kelurahan mit ihrer Einwohnerzahl (Stand per Ende 2022), ihrer Fläche und der Anzahl der Verwaltungseinheiten (RT und RW).
| Desacode               | Kelurahan-Name         | Einwohner              | Fläche                 | RT                     | RW                     |
| Kecamatan Lembah Segar | Kecamatan Lembah Segar | Kecamatan Lembah Segar | Kecamatan Lembah Segar | Kecamatan Lembah Segar | Kecamatan Lembah Segar |
| ---------------------- | ---------------------- | ---------------------- | ---------------------- | ---------------------- | ---------------------- |
| 13.73.01.1001          | Aur Mulio              | 1.152                  | 0,97                   | 6                      | 3                      |
| 13.73.01.1002          | Kubang Sirakuk Utara   | 921                    | 1,30                   | 8                      | 2                      |
| 13.73.01.1003          | Kubang Sirakuk Selatan | 1.115                  | 1,51                   | 4                      | 2                      |
| 13.73.01.1004          | Pasar                  | 1.525                  | 0,87                   | 6                      | 3                      |
| 13.73.01.1005          | Tanah Lapang           | 1.397                  | 0,40                   | 4                      | 2                      |
| 13.73.01.1006          | Aia Dingin             | 1.110                  | 3,54                   | 4                      | 2                      |
| Kecamatan Baringan     |                        |                        |                        |                        |                        |
| 13.73.02.1001          | Saringan               | 1.862                  | 1,25                   | 11                     | 5                      |
| 13.73.02.1002          | Lubang Panjang         | 1.410                  | 1,05                   | 7                      | 2                      |
| 13.73.02.1003          | Durian I               | 2.454                  | 1,05                   | 6                      | 2                      |
| 13.73.02.1004          | Durian Ii              | 2.465                  | 1,32                   | 8                      | 4                      |

## Demographie
Unter den sieben autonomen Städten in der Provinz Sumatra Barat nimmt Sawahlunto hinsichtlich der Fläche nach Padang den 2. Platz ein, bevölkerungsmäßig belegt es noch vor Padang Panjang den 6. Platz.
Zur siebten Volkszählung im September 2020 (indonesisch Sensus Penduduk – SP2020) lebten in der Stadt 65.138 Menschen, davon 32.371 Frauen (49,70 %) und 32.767 Männer (50,30 %). Gegenüber dem vorherigen Zensus (2010) kippte der Frauenüberschuss und der Frauenanteil sank um 0,78 Prozent (2010: 28.705 Frauen ÷ 28.161 Männer).
Die vorherrschende Religion war und ist der Islam. Der Anteil der Christen (297) lag im Jahr 2020 bei 0,47 Prozent; davon zwei Drittel Protestanten. Beiden stand je eine Kirche im Hauptstadtdistrikt Lembah Segar zur Verfügung. Hier war auch deren Anteil am höchsten: 103 von 13.697 Personen, also 0,75 %. Im gleichen Jahr gab es 60 Moscheen und 363 kleinere Gebetsräume (indonesisch Mushola).

### Soziale Daten 2020
| Merkmal                                                            | Kabupaten | 0Provinz Sumatra Barat0 |
| ------------------------------------------------------------------ | --------- | ----------------------- |
| Bevölkerung unterhalb der Armutsgrenze (Tsd.)0                     | 01,36     | 344,23                  |
| Anteil der „armen Bevölkerung“ (indonesisch Penduduk miskin) (%)00 | 02,16     | 006,28                  |
| Arbeitslosenrate (%)                                               | 08,20     | 006,88                  |
| Lebenserwartung bei der Geburt (Jahre)                             | 70,00     | 069,47                  |
| HDI-Index                                                          | 72,64     | 072,38                  |
| Analphabetenrate (in %, 15–64 J.)                                  | 00,14     | 000,41                  |
| Abhängigenquotient 1                                               | 47,37     | 047,09                  |
| Anteil der Altersgruppen                                           | 0Real0    | 0Prozentual0            |
| Kinder (<15 J.)                                                    | 16.4340   | 025,23                  |
| arbeitsfähige Bevölkerung (15–64 J.)                               | 44.1620   | 067,80                  |
| Rentner und Pensionäre (>65 J.)                                    | 04.5420   | 006,97                  |

### Aktuelle Bevölkerungsdaten vom Jahresende 2022
Nachfolgende Tabelle gibt den Einwohnerstand per 31. Dezember 2022 wieder.
| Kecamatan         | Fläche km² | Einwohner gesamt | Männer | Frauen | Dichte Einw. je km² | Sex Ratio (M*100/F) |
| ----------------- | ---------- | ---------------- | ------ | ------ | ------------------- | ------------------- |
| Lembah Segar      | 28,25      | 14.075           | 7.046  | 7.029  | 498,2               | 100,24              |
| Barangin          | 76,00      | 21.040           | 10.553 | 10.487 | 276,8               | 100,63              |
| Silungkang        | 40,64      | 11.845           | 5.975  | 5.870  | 291,5               | 101,79              |
| Talawi            | 93,72      | 20.809           | 10.553 | 10.256 | 222,0               | 102,90              |
| Kota Sawahlunto00 | 238,61 1   | 67.769           | 34.127 | 33.642 | 284,0               | 101,44              |

## Wirtschaft und Infrastruktur
Östlich und südwestlich des nördlichen Ortsteils (Kecamatan) Talawi von Sawahlunto befand sich mit der Zeche Ombilin die älteste Kohleabbaustätte in Südostasien. Im südlichen Ortsteil (Kecamatan) Lembah Segar von Sawahlunto endete die Bahnstrecke Padang–Bukittinggi/Sawahlunto der Staatsspoorwegen ter Sumatra's Westkust mit der die Kohle über Muara Kalaban, Solok und Padang Panjang zum Hafen Teluk Bayur (Emmahaven) bei Padang zur Verschiffung verbracht wurde. Nach dem Ende der Förderung wurden Teile der Grube und Förderanlagen im Jahre 2019 zum Weltkulturerbe. Es entstanden viele touristische Attraktionen und auch die Eisenbahn verkehrt wieder auf einem kurzen Stück als Museumsbahn (Stand Dezember 2022).

## Sehenswürdigkeiten
Sawahlunto ist bekannt für die von der niederländischen Kolonialmacht im 19. Jahrhundert eingerichtete Zeche Ombilin, die 2019 zum Unesco-Welterbe erklärt wurde.

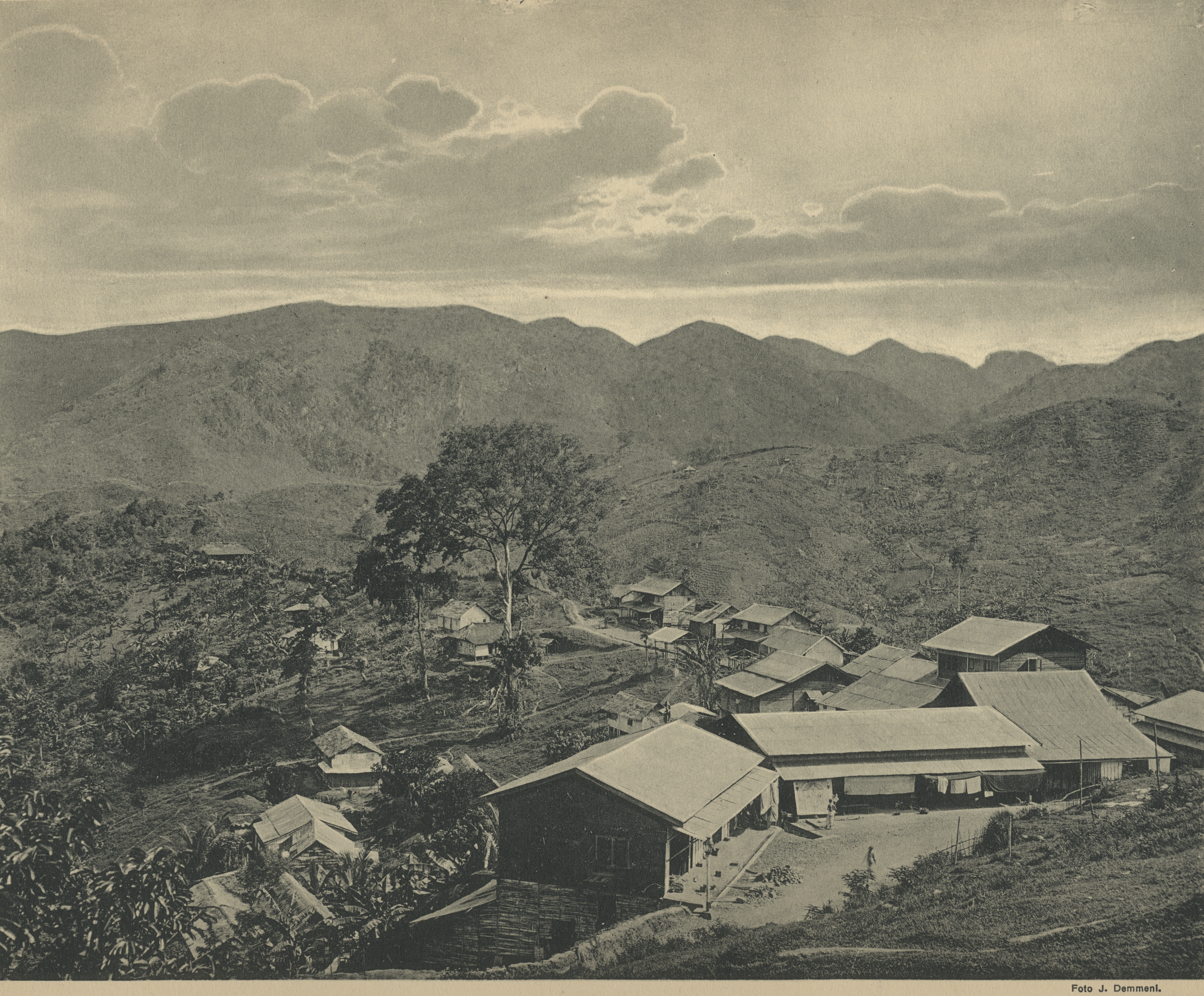
Kohlenmine Ombilin bei Sawahlunto etwa 1915.

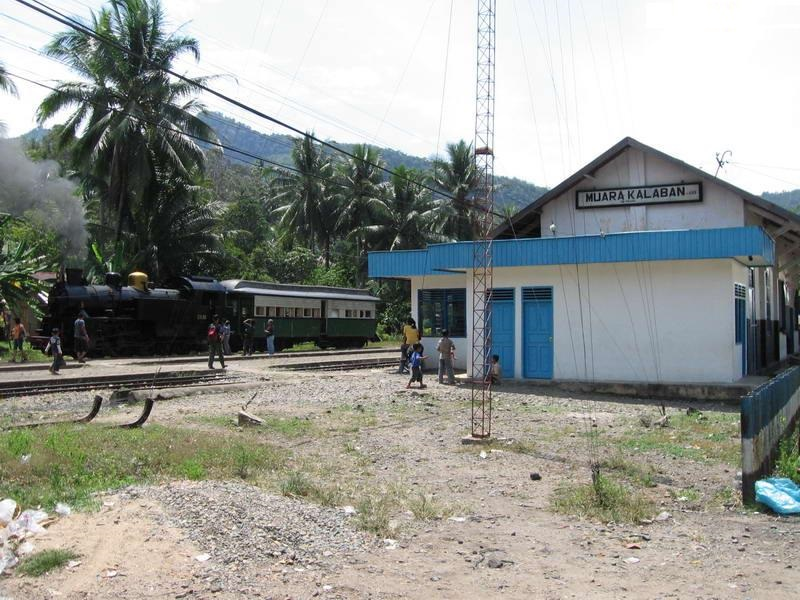
Bahnhof Muarakalaban mit Museumslokomotive E 10 60